# (3042) Zelinsky
(3042) Zelinsky est un astéroïde de la ceinture principale.

## Description
(3042) Zelinsky est un astéroïde de la ceinture principale. Il fut découvert le 1er mars 1981 à Siding Spring par Schelte J. Bus. Il présente une orbite caractérisée par un demi-grand axe de 2,28 UA, une excentricité de 0,21 et une inclinaison de 5,0° par rapport à l'écliptique.

## Compléments